# Balticon
Balticon est la convention régionale de science-fiction du Maryland, parrainée par la Baltimore Science Fiction Society (en) (BSFS). Elle a lieu chaque année depuis 1966. Le nom « Balticon » est une marque déposée de BSFS.

## Historique
Balticon rassemble chaque année des professionnels de la science, de la science-fiction et du fantastique, des amateurs créatifs et des fans le week-end du Memorial Day pendant 4 jours à Baltimore ou dans ses environs.
Balticon peut être décrit comme une convention de science-fiction « générale » ou « Big Tent » car, bien que l'accent soit mis principalement sur la littérature, la programmation et les activités couvrent un certain nombre d'autres domaines, tels que l'anime, l'art, les costumes, la science, le podcasting et les nouveaux médias les jeux et la musique Filk.
Balticon est produit par la Baltimore Science Fiction Society, Inc., une société littéraire américaine 501(c)(3). Elle est entièrement gérée par des bénévoles.
Les activités et les éléments du programme sont élaborés par le personnel du congrès avec les suggestions des participants au programme, et le programme littéraire se concentre généralement le plus fortement sur le segment de genre dans lequel l'invité d'honneur de l'année publie la plupart de son travail.
Certaines activités et pistes du Balticon se déroulent 24 heures sur 24, du vendredi après-midi au lundi après-midi. Balticon organise également généralement une collecte de sang Robert Heinlein à un moment donné pendant la convention.

## Prix
BSFS annonce le prix Compton Crook Award, décerné pour le meilleur premier roman du genre Science-Fiction, Fantasy ou Horreur, lors du Balticon. La personne  lauréate de l'année précédente est invité à nouveau pour remettre le prix.
Le gagnant du concours annuel Jack L. Chalker pour jeunes écrivains est annoncé à Balticon. BSFS sponsorise ce concours d'écriture de nouvelles pour les résidents du Maryland ou les élèves âgés de 14 à 18 ans, dans les genres fantastique ou science-fiction.
À partir de 2013, la Baltimore Science Fiction Society  (BSFS ) décerne le prix Robert A. Heinlein Award (en) lors des cérémonies d'ouverture du Balticon. BSFS est l'organisation parrainant de ce prix, lancé en 2003 par Yoji Kondo et financé à 50 % par la Heinlein Society. Le récipiendaire est sélectionné par un jury de juges initialement choisis parmi les collègues écrivains de SF de Robert Heinlein,.
La mascarade a généralement lieu le samedi soir et des prix sont décernés pour diverses catégories de costumes, notamment la créativité, la construction et la présentation.
Le Balticon Sunday Night Short Film Festival (BSNSFF), est une compétition sans frais de inscription traditionnellement organisée le dimanche soir pour les courts métrages des genres Science Fact, Science Fiction, Fantasy et Horror. Actuellement, le public vote pour choisir les gagnants dans les catégories animation et live-action.

### Convention virtuelle
Balticon 54 était prévue du 22 au 25 mai 2020, mais la convention  a été annulée en raison de la pandémie de COVID-19. L'évènement a été réorganisé pour devenir une convention en ligne gratuite aux mêmes dates. Cela s’est déroulé sur Zoom, Discord et Second Life. Le Balticon 55, du 28 au 31 mai 2021, s'est également tenu sous forme d'évènement virtuel. L’entrée aux conventions virtuelles était gratuite les deux années. Un événement hybride était prévu pour le Balticon 56. C’était la première fois que des frais étaient exigés pour assister à une programmation virtuelle,.